# قلعة قوشين (راز)
قلعة قوشين (بالفارسية: قلعه قوشین) هي قرية تقع في إيران في قسم راز الريفي. يقدر عدد سكانها بـ 123 نسمة بحسب إحصاء 2016.